# Provincia de Cuvette-Central
La provincia de Cuvette-Central (en francés: Cuvette-Centrale) es una antigua provincia de la República Democrática del Congo. La capital de Cuvette-Central era Coquilhatville, actual Mbandaka. Cubrió parte de la cuenca central del Congo.
La provincia se creó el 14 de agosto de 1962, cuando el país se reorganizó en 21 provincias. La antigua provincia de Équateur entonces se dividió en dos, entre Cuvette-Central y Ubangi. El 5 de febrero de 1963, la propia Cuvette-Central se dividió, y su parte oriental se convirtió en la provincia de Congo Medio. El 25 de abril de 1966, varias provincias del país se fusionaron, de tal manera que Cuvette-Central, Ubangi y Congo Medio se reunieron en la restaurada provincia de Équateur.
Su gobernador, a partir de octubre de 1965, fue Léon Engulu.